# الغربي (خيران المحرق)

تعديل مصدري - تعديل

الغربي هي إحدى قرى عزلة بنى حملة بمديرية خيران المحرق التابعة لمحافظة حجة، بلغ تعداد سكانها 897 نسمة حسب تعداد اليمن لعام 2004.